# Alexander Kolyaskin Memorial
L'Alexander Kolyaskin Memorial è stato un torneo professionistico di tennis giocato sul cemento, che faceva parte dell'ATP Challenger Tour. Si giocava annualmente a Donec'k in Ucraina dal 2002 al 2008.

## Albo d'oro

### Singolare
| Anno | Campione          | Finalista      | Score               |
| ---- | ----------------- | -------------- | ------------------- |
| 2002 | Federico Browne   | Simon Greul    | 6–2, 6–1            |
| 2003 | Tomáš Cakl        | Orest Tereščuk | 5–7, 7–6(5), 7–6(0) |
| 2004 | Marco Chiudinelli | Saša Tuksar    | 6–3, 6–2            |
| 2005 | Łukasz Kubot      | Alexander Peya | 6–4, 6–2            |
| 2006 | Ilia Bozoljac     | Tomáš Cakl     | 6–4, 3–6, 7–5       |
| 2007 | Roko Karanušić    | Dick Norman    | 6–4, 6–4            |
| 2008 | Igor' Kunicyn     | Serhij Bubka   | 6–3, 6–3            |

### Doppio
| Anno | Campione                              | Finalista                             | Score               |
| ---- | ------------------------------------- | ------------------------------------- | ------------------- |
| 2002 | Leonardo Azzaro Federico Browne       | Michail Elgin Dmitri Vlasov           | 6(3)–7, 7–6(4), 7–5 |
| 2003 | Harsh Mankad Jason Marshall           | Serhij Stachovs'kyj Andrej Stoljarov  | 6–2, 6–4            |
| 2004 | Igor' Kunicyn Uros Vico               | Marco Chiudinelli Lovro Zovko         | 3–6, 6–3, 6–4       |
| 2005 | Mikhail Filima Orest Tereščuk         | Uros Vico Lovro Zovko                 | 6–2, 6–3            |
| 2006 | Aleksandr Nedovesov Aleksandr Yarmola | Aleksandr Aksyonov Vladyslav Klymenko | 6–4, 6–2            |
| 2007 | Philipp Petzschner Simon Stadler      | Patrick Briaud Nicholas Monroe        | 3–6, 7–5, [10–6]    |
| 2008 | Xavier Malisse Dick Norman            | Harel Levy Noam Okun                  | 4–6, 6–1, [13–11]   |